# Franco Luambo
Pour les articles homonymes, voir Franco.
François Luambo Lua Ndjo Makiadi, connu sous les noms de Luambo Makiadi Franco alias Grand Maître ou, plus simplement, de Franco, né le 6 juillet 1938 à Sona-Bata au Congo belge et mort le 12 octobre 1989 à Mont-Godinne en Belgique, est un chanteur et compositeur congolais. Il reste le plus prolifique des compositeurs congolais.

## Biographie
Franco naît dans le village de Sona Bata, dans le Bas-Zaïre, au Sud-Ouest de la RDC. Son père, Joseph Emongo (d'origine Tetela descendant des soldats Batetela mutinés de Shinkankasa), est un cheminot, tandis que sa mère cuit du pain à la maison avant de le vendre sur un marché local. Alors qu'il est encore un bébé, ses parents déménagent à Léopoldville.
Il fabrique sa propre guitare à l'âge de sept ans. Son père meurt quatre ans plus tard et Franco abandonne l'école pour subvenir aux besoins de sa famille. Il fait ses débuts professionnels à 12 ans, dans un groupe nommé Watam (« Les délinquants »). Son frère Bavon Nsiongo fut aussi célèbre comme musicien et auteur-compositeur. En 1956, après la fondation du groupe TP OK Jazz, Franco commence a jouer dans les fêtes ou concerts.
Il chante souvent dans sa langue maternelle, le kikongo, plutôt qu'en lingala. En 1958, il écrit Mukoko pendant qu'il est en prison pour « conduite dangereuse ». La chanson est interdite par les autorités coloniales pour ses allusions à la décolonisation. Son album de 1966 Luvumbu Ndoki est interdit et la plupart de ses copies sont détruites. En 1979, Franco est emprisonné pendant plus d'un mois, accusé d'écrire des « paroles obscènes ».
En 1974, TP OK Jazz et Franco participent au festival Zaïre 74, organisé à l'occasion du combat de boxe entre Mohamed Ali et George Foreman, à Kinshasa. En 1976, il est décoré comme Officier de l'Ordre national du Léopard. En 1977, Franco fait partie du FESTAC 77, un festival des cultures et arts noirs et africains qui se tient à Lagos, au Nigeria, et réunit près de 60 pays.
Proche au président Mobutu Sese Seko, il est nommé « Grand Maître » de la musique zaïroise.
En 1987, une rumeur court que Franco est sérieusement malade. Cette année, il sort un disque intitulé Attention na SIDA ( « Attention au SIDA » en lingala). Certains en déduisent qu'il est séropositif. Franco meurt le 12 octobre 1989 aux cliniques de l'Université catholique de Louvain Mont-Godinne en Belgique. Son corps est rapatrié au Zaïre et un deuil national de quatre jours est tenu.
Une statue de Franco a été érigée à Kinshasa en 2015.

## Carrière musicale
Franco est surtout connu pour avoir été un des « maîtres » de la rumba congolaise. Il fait partie du groupe OK Jazz (« Orchestre Kinshasa Jazz »), devenu ensuite le TP OK Jazz (« Tout Puissant Orchestre Kinshasa Jazz »), accompagné par les chanteurs Josky Kiambukuta et Ntesa Dalienst, les guitaristes Simaro Lutumba et Papa Noel, ainsi que le saxophoniste Verckys Kiamuangana Mateta, d'entre autres musiciens. La devise du groupe était « On Entre OK, On Sort KO ».
C'est en 1985 que Franco sort son plus grand succès, Mario, l'histoire d'un gigolo qui vit chez une femme plus âgée (titre repris par Africando en 2006).
Il est considéré comme un des fondateurs de la musique congolaise contemporaine.
Il est parfois nommé le « Sorcier de la guitare ». 

## Discographie
- 1967 : Franco et L'OK Jazz - À Paris
- 1969 : Maître Franco De Mi Amor Et L'O.K. Jazz - Les Merveilles Du Passé N°1
- 1972 : Franco et L'OK Jazz - Franco et L'OK Jazz
- 1974 : Franco et L'OK Jazz - Franco et L'OK Jazz (vol. 2)
- 1976 : 20e Anniversaire / 6 juin 1956 - 6 Juin 1976
- 1976 : Éditions Populaires
- 1977 : Live Recording Of Afro European Tour
- 1977 : Live Recording Of Afro European Tour (vol. 2)
- 1977 : Éditions Populaires
- 1978 : Greatest Hits
- 1980 : On Entre O.K. On Sort K.O. (vol. 1 - en colère)
- 1980 : 6 Juin 1956 - 6 Juin 1980 - 24 Ans d'âge
- 1980 : On Entre O.K. On Sort K.O. (vol. 2 - en colère)
- 1980 : On Entre O.K. On Sort K.O. (À Bruxelles)
- 1981 : Keba Na Matraque (vol. 1) - Respect
- 1981 : Keba Na Matraque (vol. 2) - Bimansha
- 1981 : Keba Na Matraque (vol. 3) - Tailleur
- 1981 : Keba Na Matraque (vol. 4) - Mandola
- 1981 : Keba na Matraque (vol. 5) - Coupe du monde
- 1981 : Tokoma Ba Camarade Pamba
- 2015 : La Vérité de Franco (avec Tamasha)